# 巨浪-3型潜射弹道导弹
巨浪-3（JL-3，北约代号：CSS-NX-20）是中華人民共和国目前研制中第三代洲际潜射弹道导弹，官方媒体宣称，巨浪3导弹首次采用一先进技术，射程比巨浪2提高50%，巨浪-3最大射程达14000公里，可以携带单个或者多个核弹头，已部署在09IV型核潜艇上，未来预计布署在09VI型核潜艇上。

## 历史
2018年12月19日，美国《华盛顿自由灯塔报》引述五角大楼知情官员的话称，11月底，中国首次试射了一枚巨浪-3潜射弹道导弹。
2019年12月23日，解放军12月22日在渤海地区又试射了一枚巨浪3潜射洲际导弹，“五角大楼知情人士表示，美国情报卫星和其他监视平台在渤海海域监测到了洲际导弹发射，并在导弹向西飞行的过程中进行了监测。两名知情人士称，本次试射的巨浪-3导弹是由一艘094型战略核潜艇发射的。”
2022年11月19日，美国太平洋舰队司令、海军上将塞缪尔·帕帕罗表示：中国在（全部）六艘094型战略核潜艇上部署了“巨浪-3”洲际弹道导弹，称：“中国如此部署是为了获得从近海向美国发起攻击的能力，并以此来威胁美国安全。”
| 序号 | 发射时间（UTC+8） | 发射载体     | 发射结果 |
| ---- | ----------------- | ------------ | -------- |
| 1    | 2018年11月24日    | 32型潜艇     | 成功     |
| 2    | 2019年6月2日      | 32型潜艇     | 成功     |
| 3    | 2019年12月22日    | 09IV型核潜艇 | 成功     |

## 相关
- 巨浪-2